# 10 Hertz
10 Hertz è stato un programma televisivo italiano ideato da Luigi Albertelli e Sergio Cossa, condotto da Gianni Morandi e Carla Maria Orsi Carbone (che abbandonò la conduzione dopo poche puntate), trasmesso dalla Rete 1 a partire dal 18 ottobre 1978 al 3 maggio 1979 per 56 puntate.

## La trasmissione
Il programma ospitava di volta in volta artisti musicali, che, oltre ad esibirsi, venivano coinvolti da Morandi in alcuni giochi. Uno di questi era Il tagliadisco: due interpreti poco noti si affrontavano in un quiz in cui, ad ogni risposta esatta, aumentava il tempo concesso all'esibizione del cantante.
Tra i partecipanti, vi furono Mino Vergnaghi, Enzo Carella, Rino Gaetano, Alberto Fortis, Kraftwerk e un giovanissimo e semisconosciuto Vasco Rossi. Tra gli altri, in una delle prime puntate del 1978, fece una delle sue prime apparizioni televisive anche Giuni Russo, per promuovere il nuovo singolo Soli noi, brano che riscosse un discreto successo di vendite, in particolar modo, sul mercato discografico francese. 
La befana trullallà, sigla del programma, divenne un successo discografico per Morandi.